# الرابعة بتوقيت الفردوس
الرابعة بتوقيت الفردوس فيلم سينمائي سوري عرض للمرة الأولى في دمشق بتاريخ نيسان سنة 2015.

## قصة الفيلم
يحكي الفيلم كثيرا من التفاصيل الحياتية المعاصرة التي تقدمها شخصيات تمثل شرائح اجتماعية مختلفة من بائع متجول إلى مثقف سياسي مرورا بعاشقين تعثرت مسيرة حياتهما وكذلك عامل الرافعة الذي يرغب بعدم مغادرة وطنه رغم الظروف، إلى حكاية العائلة الكردية السورية المحمولة على عربة «حنطور» تقليدي، الزوج العامل وزوجته المريضة وطفلهما والجد المُسِّن يتحدثون بلغتهم الأم كسابقة في تاريخ السينما السورية وغير ذلك من الأحداث التي يكتبها محمد عبد العزيز بكثير من الشفافية والرقة.

## طاقم العمل
تأليف وإخراج:
محمد عبد العزيز
مدير التصوير:
وائل عز الدين
مصممة الملابس : ريا قطيش

## الممثلون
أسعد فضة - نوار يوسف - محمد آل رشي - غفران خضور - رنا ريشة - سعيد عبد السلام -سامر عمران - يارا عيد - انطوانيت نجيب - جوان خضر - كنان حميدان - ربا الحلبي - زياد رمضان - مجد فضة - نغم نعيسة - علي القاسم – زهير العمر - ريم عبد العزيز - حسام الشاه - عبد الكريم غميض - مؤيد رومية - محمود الويسي - هلا بدير - مي سليم - علي الماغوط - مصطفى قمر - محمد فاضل وفائي - كريستين شحود - قيس خليل - ريمي سرميني - مغيث صقر - حسن دوبا - نانسي خوري - عوض القدور - كندا حميدان .الطفل سامر عبد الرحمن - الطفلة سالي السيد أحمد - الطفل تيم عبد العزيز

## أماكن العرض
- سينما كندي دمر
- سينما سيتي دمشق

## مشاركات وجوائز
- مهرجان وهران للفيلم العربي بالجزائر في دورته التي ستقام خلال شهر حزيران القادم.[3]
- مهرجان الإسكندرية السينمائي الدولي بدورته الأخيره

```
     *جائزة لجنة التحكيم الخاصة
    *جائزة أفضل ممثله 
نوار يوسف
```

## وصلات خارجية
- لا بيانات لهذه المقالة على ويكي بيانات تخص الفن
- صفحة الفيسبوك الرسمية
- بروموشن الفيلم
- مهرجان الإسكندرية السينمائي الدولي